# Sugarfactory

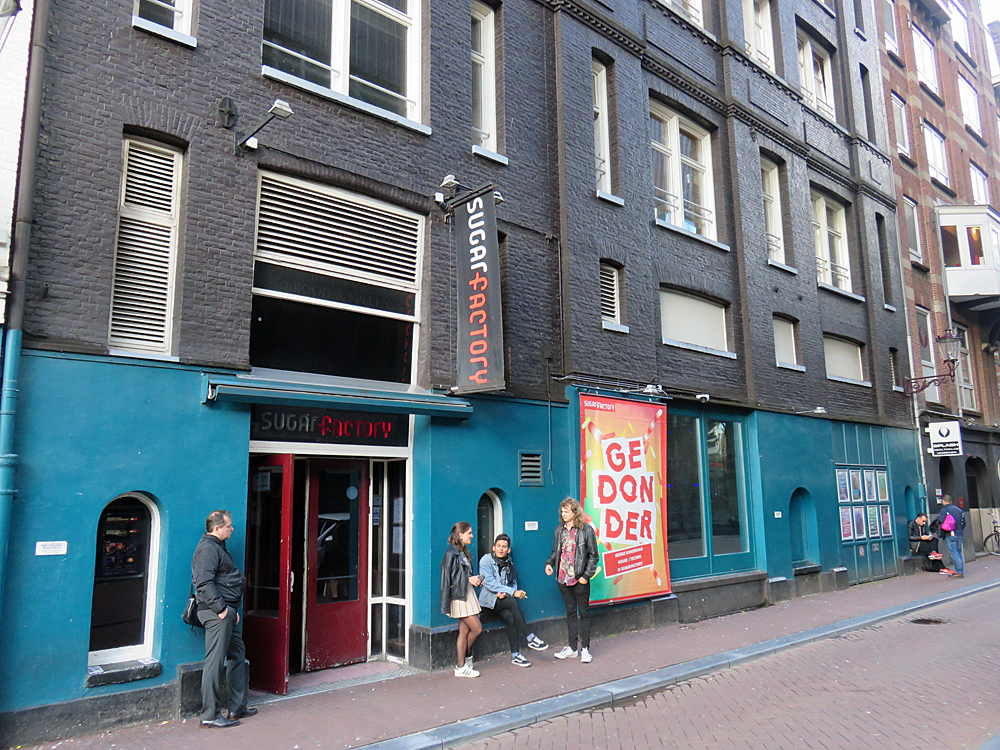
Ingang van de Sugarfactory aan de Lijnbaansgracht

De Sugarfactory was van 2005 tot 2019 een poppodium en club aan de Lijnbaansgracht in het centrum van Amsterdam. De Sugarfactory had als voornaamste doel om nieuw talent te programmeren in samenwerking met andere organisaties. De zaak was zeven dagen per week geopend en de grote zaal had een capaciteit tussen de 400 en 550 personen.

## Geschiedenis
Het pand waar de Sugarfactory zat is een voormalige suikerraffinaderij. Het hele blok tussen de Stadsschouwburg, Lijnbaansgracht en Leidsegracht werd ingenomen door suikerfabriek De Granaatappel. In september 1920 ging de fabriek definitief dicht. Een deel van de panden werd overgenomen door een melkbedrijf, wat tegenwoordig poppodium De Melkweg is.
Koekjesfabriek De Lindeboom nam het pand over. In de jaren zestig werd door de opkomst van de auto de locatie onpraktisch en was er zelfs sprake van dat het complete voormalig suikercomplex gesloopt zou worden, de Lijnbaansgracht gedempt en dat er een parkeerplaats voor de Stadsschouwburg zou komen. Protesten van omwonenden verhinderden echter deze plannen, zeker na de eerdere protesten rond de sanering van de Nieuwmarktbuurt. Een deel aan de noordkant werd wel gesloopt; daar zit tegenwoordig een politiebureau en het Filmtheater Cinecenter.
In 1975 werd het pand van de Sugarfactory verbouwd tot atelierruimte en in 1977 vond de Nederlandse Opera hier huisvesting nadat het Van Nispenhuis afbrandde. De huidige concertzaal was de grootste van negen repetitieruimtes in het pand. In 1986 opende de nieuwe Stopera en verliet de opera het pand aan de Lijnbaansgracht, hierna werd het een zogenaamde creatieve broedplaats onder de naam Studio Korte Leidse.
In de loop der jaren werden er incidenteel wel optredens en feesten in de concertzaal gegeven, maar het duurde tot 2005 voor het pand definitief een podiumbestemming kreeg toen een viertal jonge ondernemers het podium onder de naam Sugarfactory oprichtte. Onder hen was ook de eind jaren tachtig uit Polen gevluchte Jacek Rajewski, die eerder betrokken was bij de oprichting van Boom Chicago, Panama en Winston.
De Sugarfactory werd per 7 januari 2019 gesloten als gevolg van faillissement. Volgens directeur Manne van der Zee liep de club doordeweeks goed maar waren de weekenden problematisch, mede door het toeristische publiek. Uiteindelijk kon geen gezonde financiële situatie gerealiseerd worden. De wekelijkse clubavond Wicked Jazz Sounds was kort tevoren naar de Melkweg verplaatst.
Na een grote verbouwing opende een vriendengroep van horeca-ondernemers op 29 november 2019 de nieuwe "young adult club" Lovelee in het pand van de vroegere Sugarfactory.